# Empír

Vítězný oblouk v Paříži

Empír [em-] nebo empir [ampír](z franc. empire, císařství), zvaný také císařský sloh, označuje sloh období klasicismu, který se rozšířil z Francie začátkem 19. století, za vlády Napoleona Bonaparte. Sloh se uplatnil především v architektuře a v designu oblečení, nábytku i různých uměleckých předmětů. Ve střední Evropě v první polovině 19. století po něm nastupuje v architektuře romantismus (období romantického historismu) a v zařízení měšťanských domácností včetně nábytku biedermeier.

## Architektura

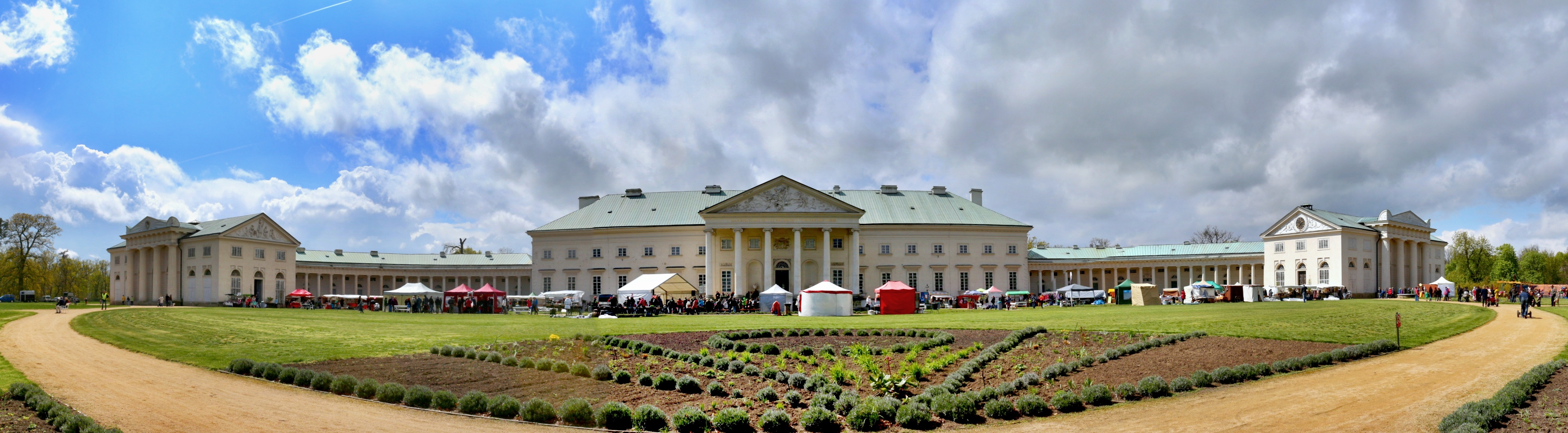
Průčelí hlavní budovy zámku Kačina při pohledu z parku

Jako se Napoleonovo císařství odvolávalo na svůj římský vzor, také architektura se proti ozdobnému slohu rokoka vrátila ke strohému klasicismu. Stavby jsou přísně souměrné, převládají přímé geometrické tvary a průčelí jsou většinou jednobarevná a jen střídmě zdobená. K nejoblíbenějším prvkům patří střední portikus se sloupy a často i monumentálním širokým schodištěm. Plastická výzdoba se soustřeďuje do trojúhelného tympanonu nad architrávem. Od Napoleonovy výpravy do Egypta (1798–1799), která přivezla mnoho egyptských památek, oživila zájem o starověký Egypt a nakonec umožnila rozluštění hieroglyfů (Champollion 1822), se silně projevuje i egyptská inspirace.
V českých zemích se v tomto slohu stavěly zejména zámky (Kačina, Kozel, Dačice, Veltrusy, Nový zámek v Kostelci nad Orlicí), kostely (např. kostel sv. Kříže na Příkopě v Praze), veřejné budovy (např. dům U Hybernů, přestavěný na celnici či budova železniční zastávky Ústí nad Orlicí město) a později i první činžovní domy. K empirovým zámkům patří rozsáhlé anglické parky, často s plastikami a drobnými stavbami (např. sfingy v parku ve Veltrusích).

## Nábytek

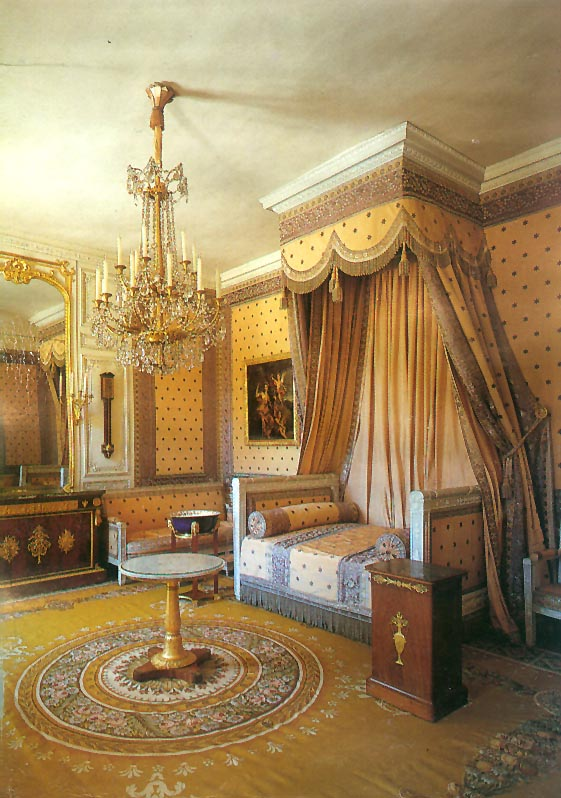
Napoleonův pokoj ve Versailles (Velký Trianon)

Empirový nábytek se vyznačuje vynikajícím řemeslným zpracováním a je často inspirován egyptskými vzory. Má jednoduché, přímé a štíhlé linie, bývá často dýhován ušlechtilým dřevem a zdoben intarzií a bronzovým zlaceným kováním. Empirové židle jsou obvykle čalouněné a lehké, mají štíhlé přímé nebo mírně prohnuté nohy, skříně jsou hladké s ornamentálními ozdobami. Mezi tvůrce empirového slohu patřili francouzští architekti Charles Percier a Pierre Fontaine.

## Odívání

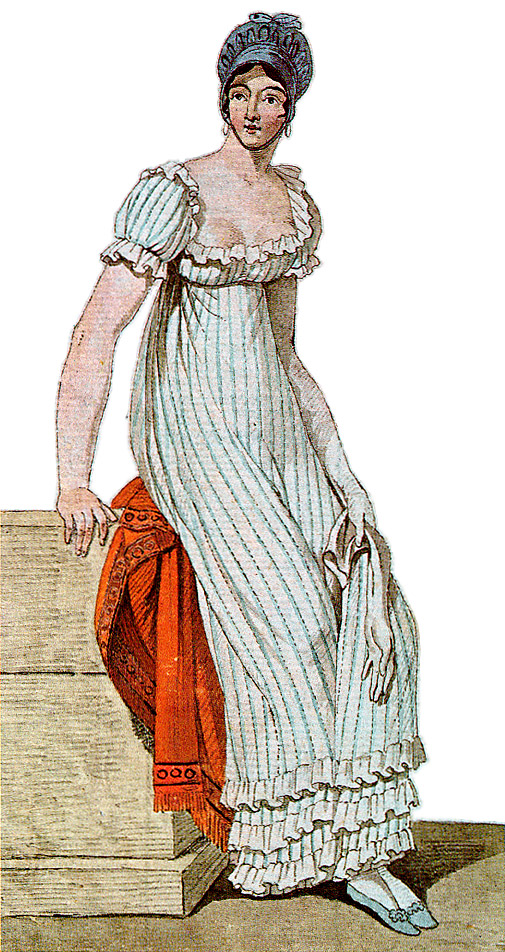
Typický ženský empírový oděv

Oděv na konci 18. století a začátku 19. století prošel velkými změnami a to zejména v souvislosti s postupující emancipací vzdělaných žen. Kultura odívání je ovlivněna antickým uměním, které se projevilo v uvolněnosti a splývavosti ženského oděvu s vysokým pasem a velkou dekoltáží, kterou zahaloval šátek. Nová vlna zachvátila nejen ženskou módu, ale ovlivnila i způsob života a ostatní druhy užitého umění. Volný ženský oděv si udržuje dlouhé splývavé záhyby s postupným odstraněním vlečky. V dalších letech se postupně zkracuje sukně a odhalují se boty, po roce 1810 i kotník. Do Paříže se začaly dovážet první kožešinové pláště a pravé kašmírové šály z Egypta. Módu v tomto období začínají propagovat první módní časopisy – Journaux, Gazettes et Revues, které začaly vycházet od roku 1770.

## Empírové stavby v Česku
- Zámky: Nový zámek Kostelec nad Orlicí, Boskovice, Fryštát (Karviná), Kačina, Pohansko (Lednicko-valtický areál)
- Kostely: sv. Kříže v Praze, Nanebevstoupení Páně v Josefově, Vzkříšení Páně v Terezíně
- Nájemní domy v Praze: palác Platýz, domy v Karlíně, na Smíchově
- Další stavby: Dům U Hybernů, Masarykovo nádraží v Praze, Řetězový most u Stádlce
- V případě českých staveb se dá snadno splést s klasicismem

### Galerie

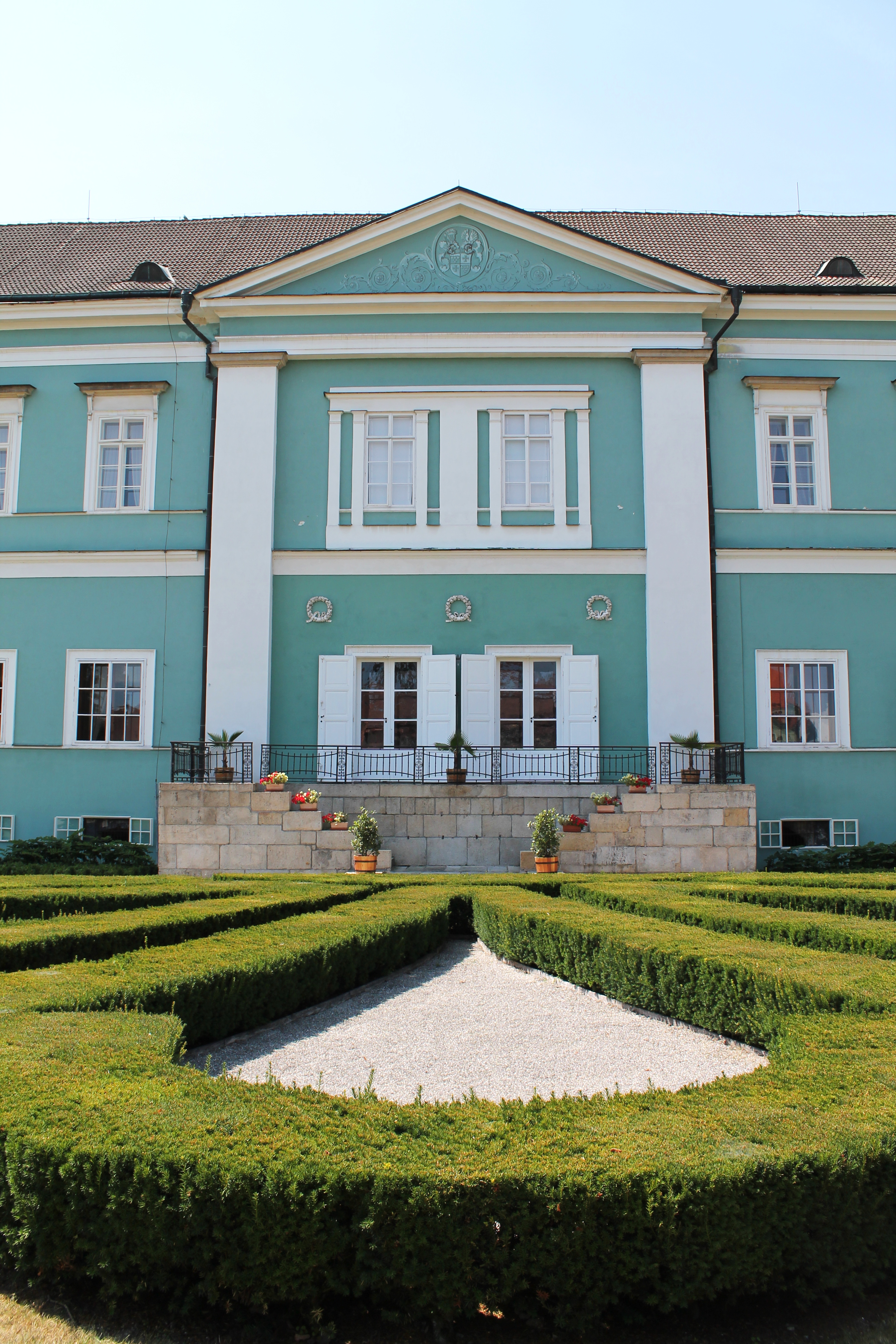
Nový zámek Dačice představuje přechodové stádium od klasicismu s prvky empíru
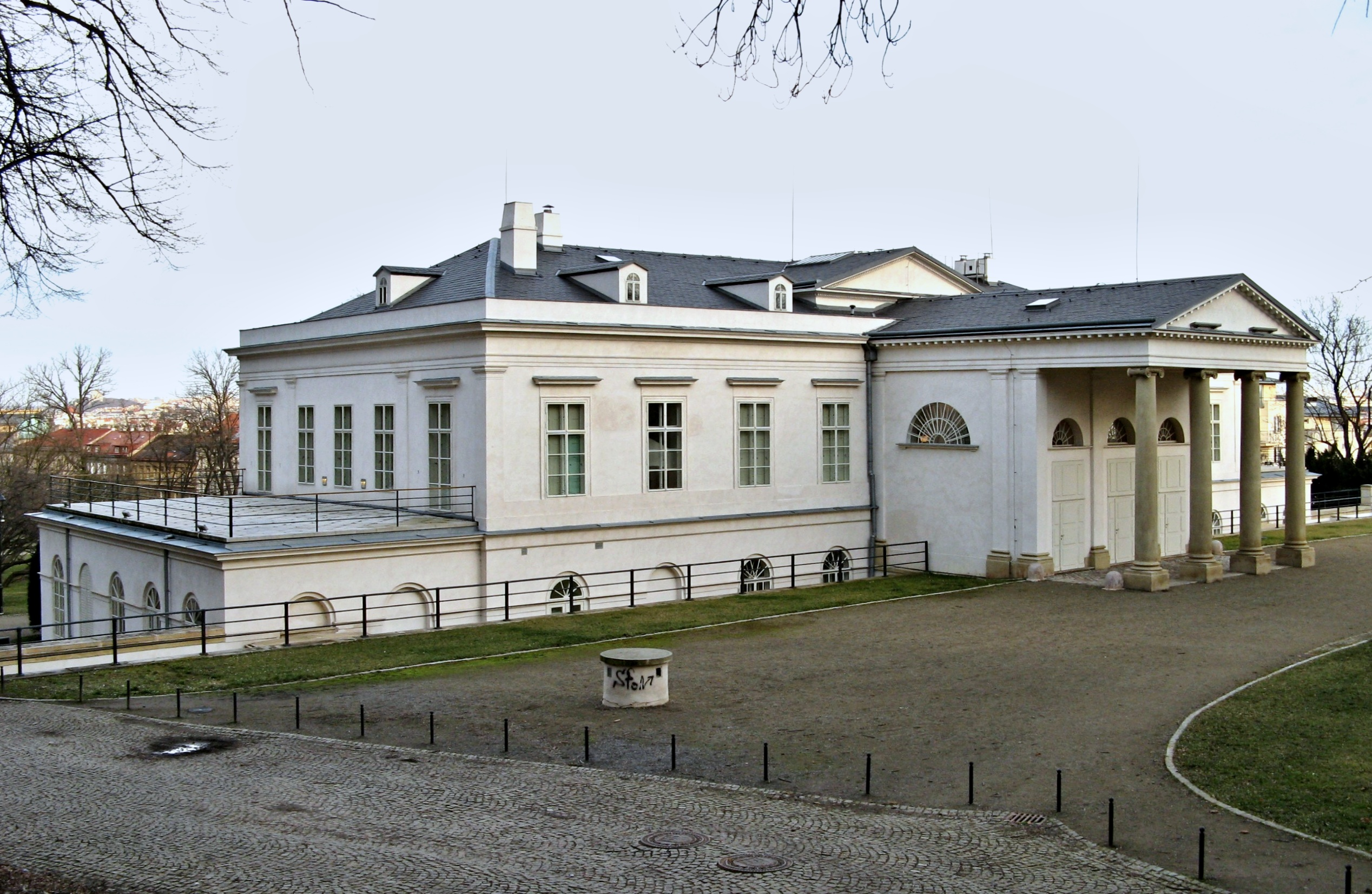
Letohrádek Kinských (Musaion) na Smíchově (1827–1831)
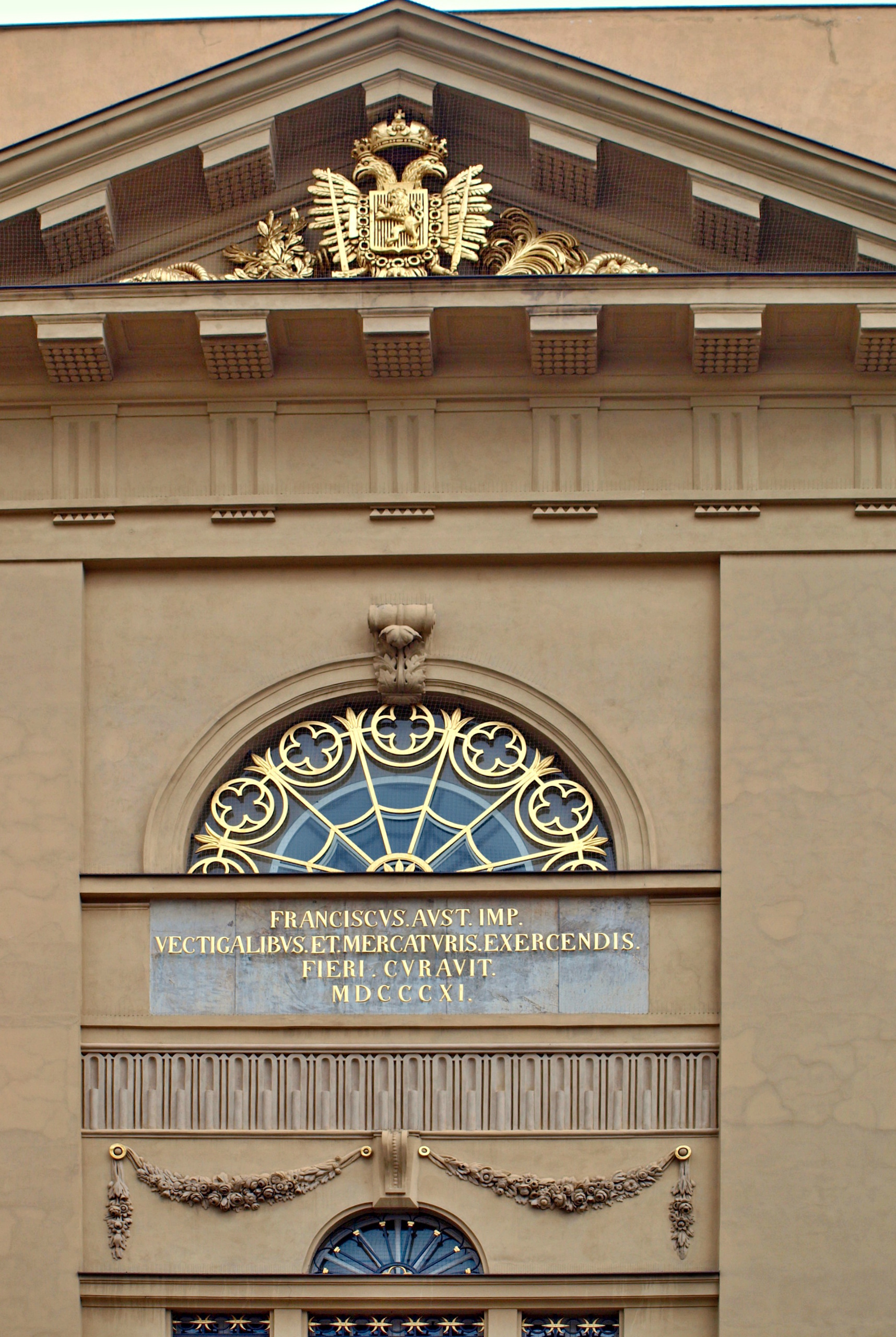
Původně barokní empírově přestavěný dům U Hybernů, detail portálu
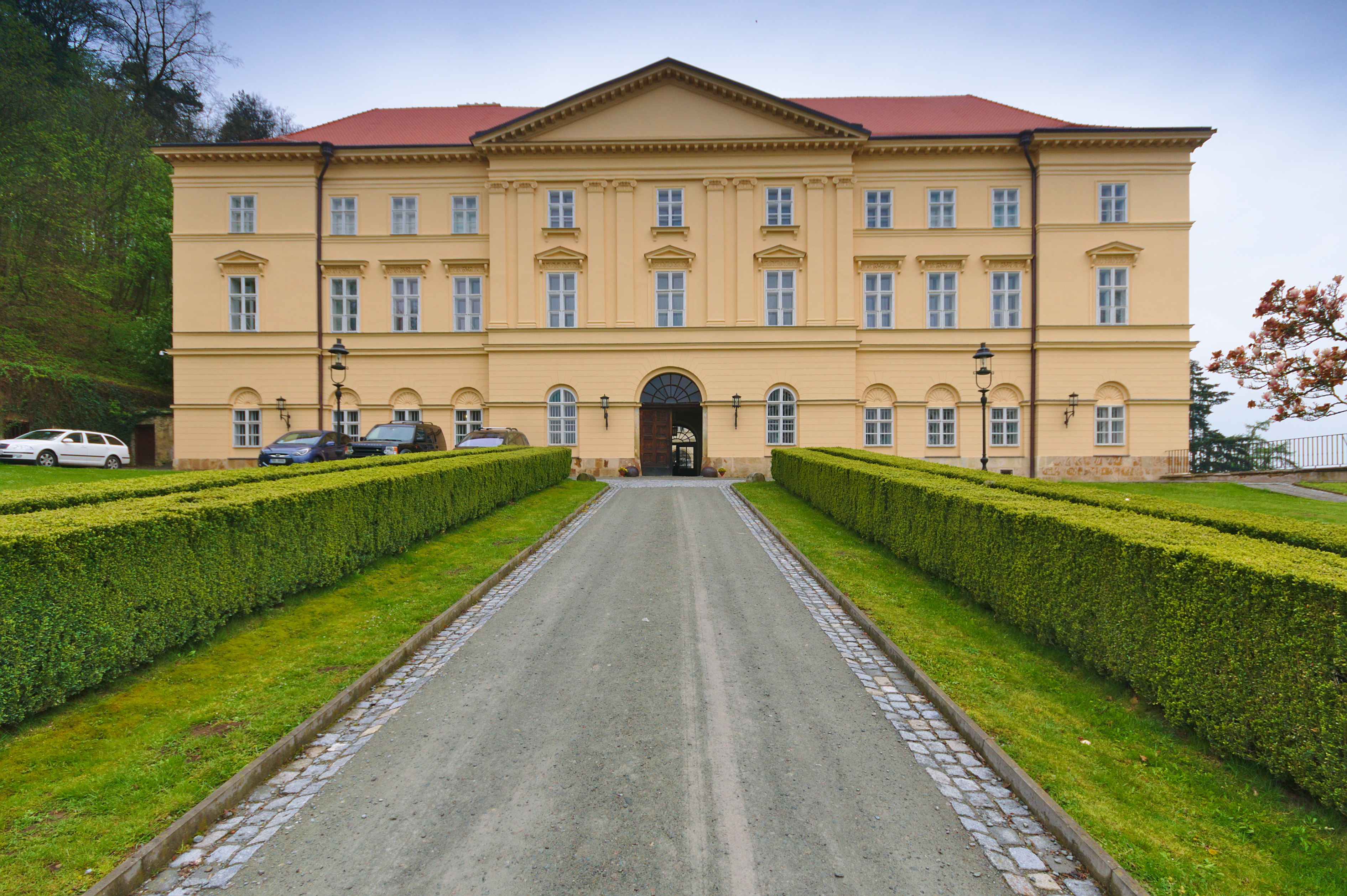
Zámek Boskovice
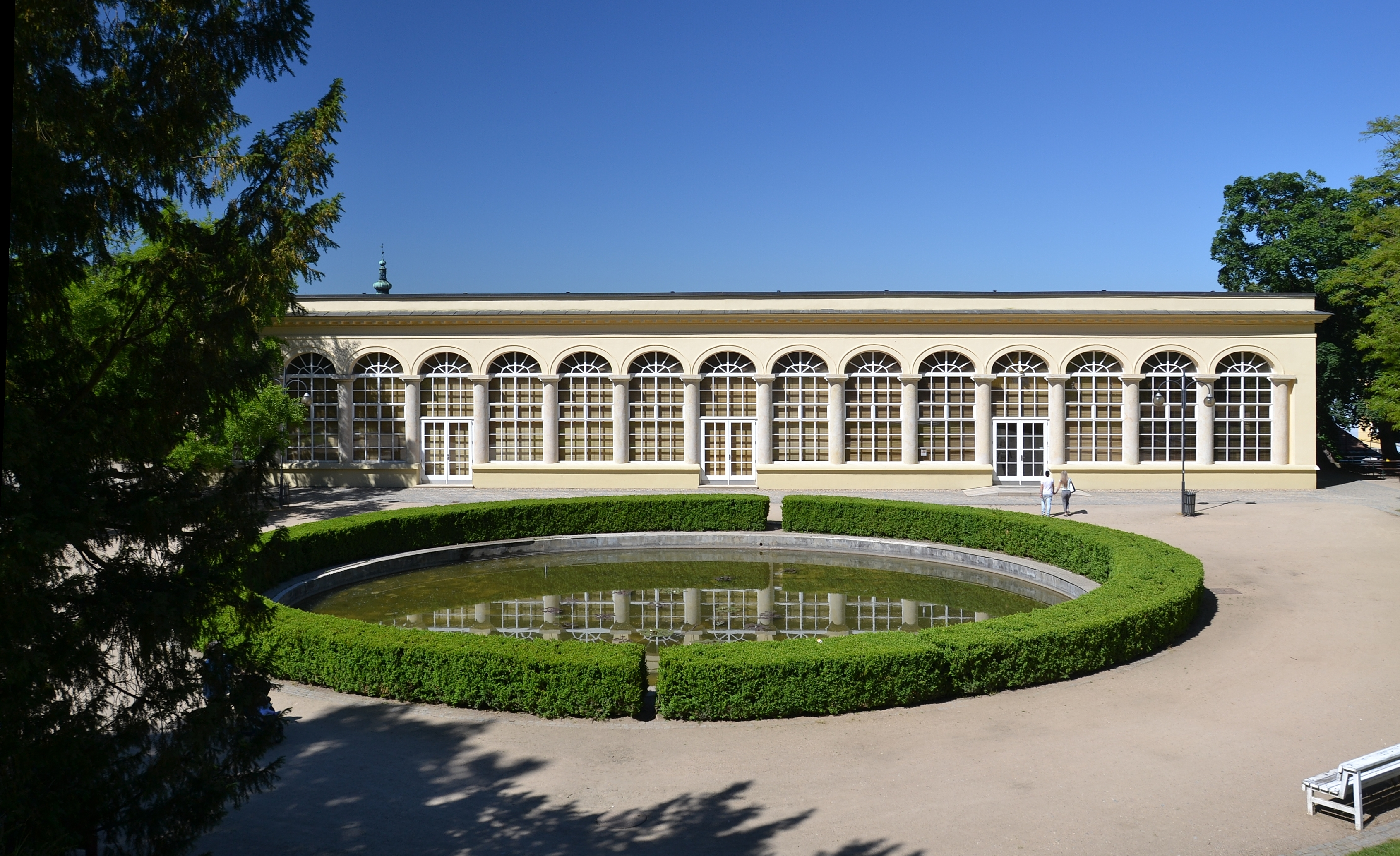
Skleník, zámek Boskovice
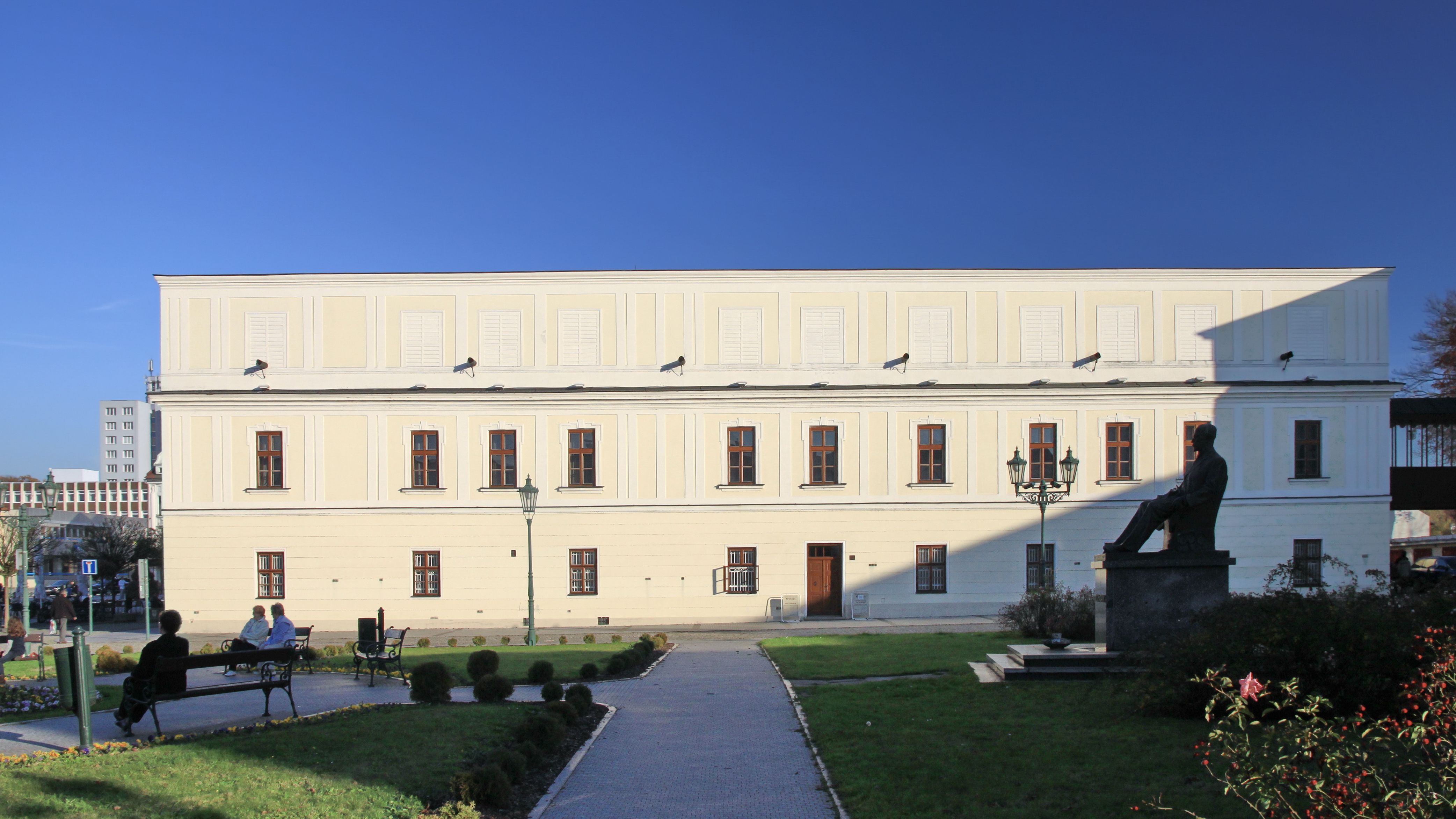
Zámek Fryštát
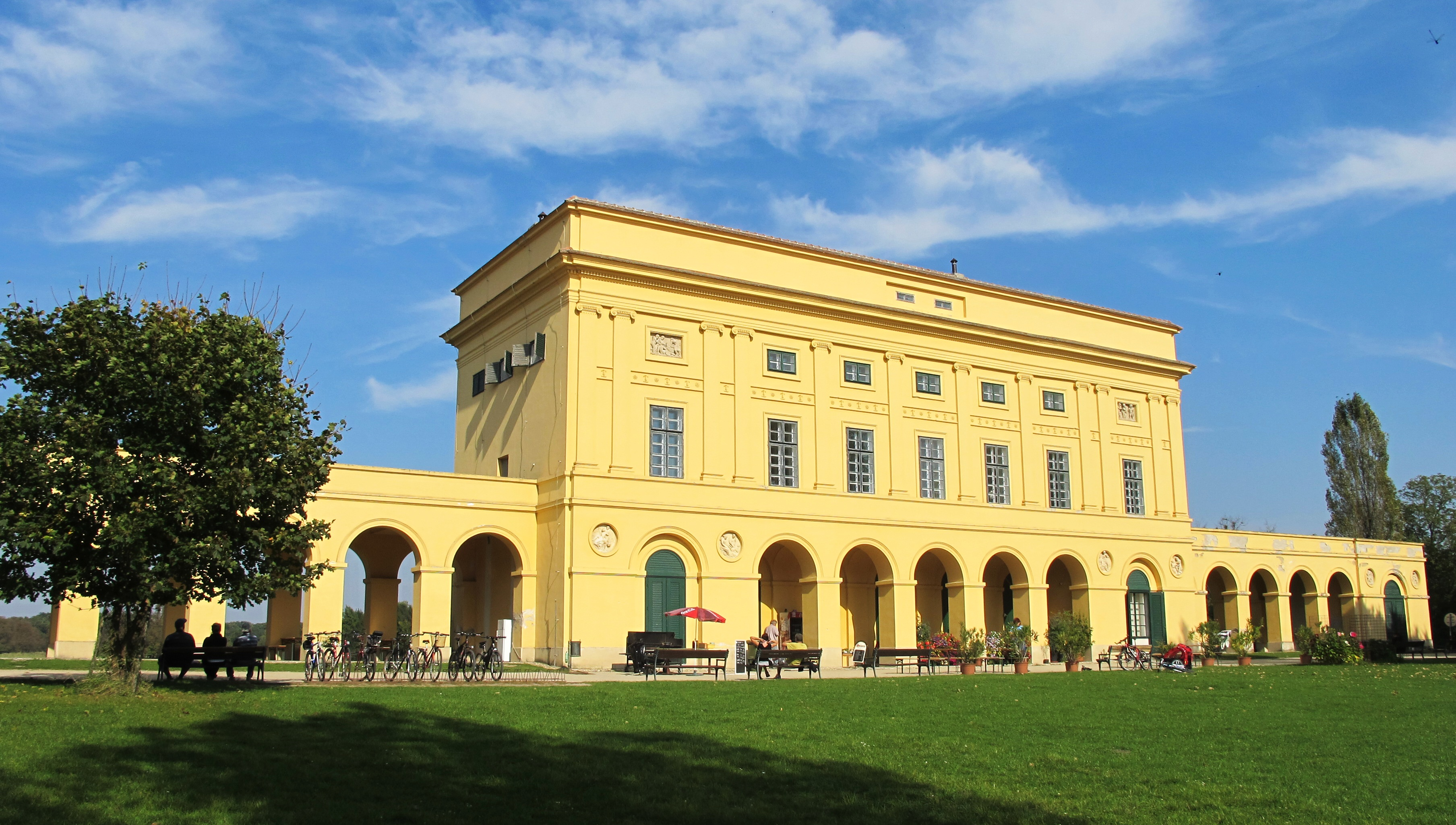
Zámek Pohansko
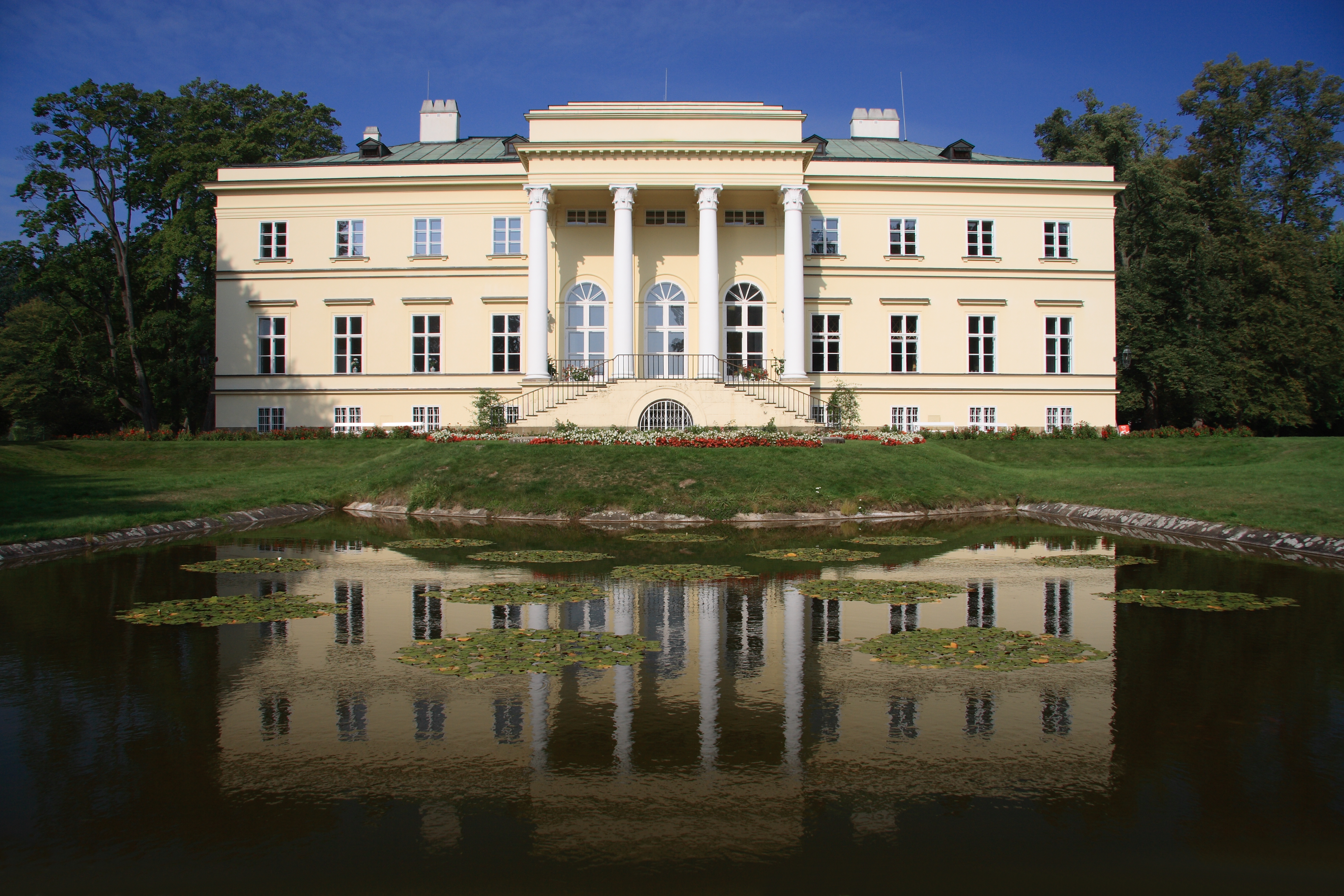
Kostelec nad Orlicí
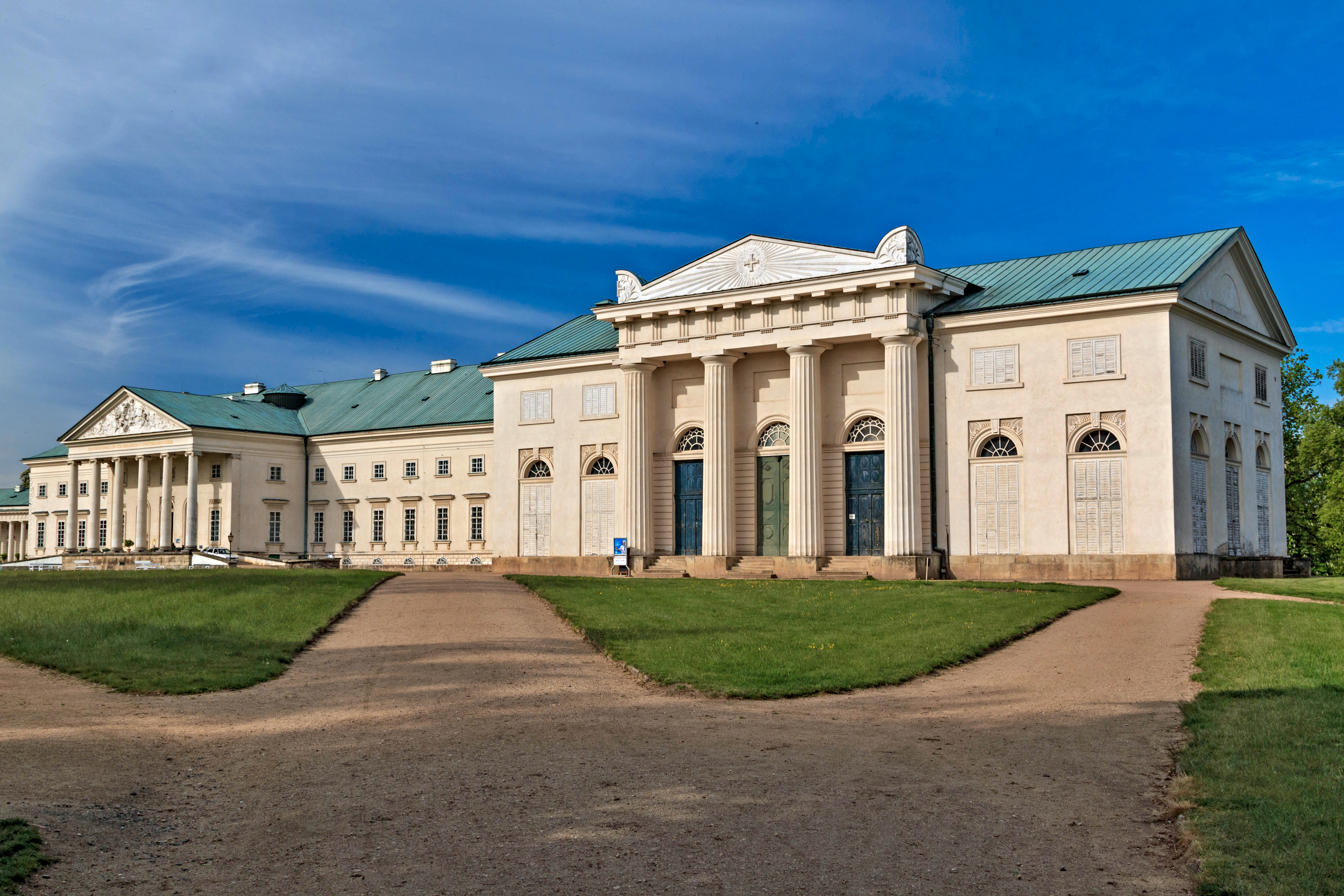
Zámek Kačina
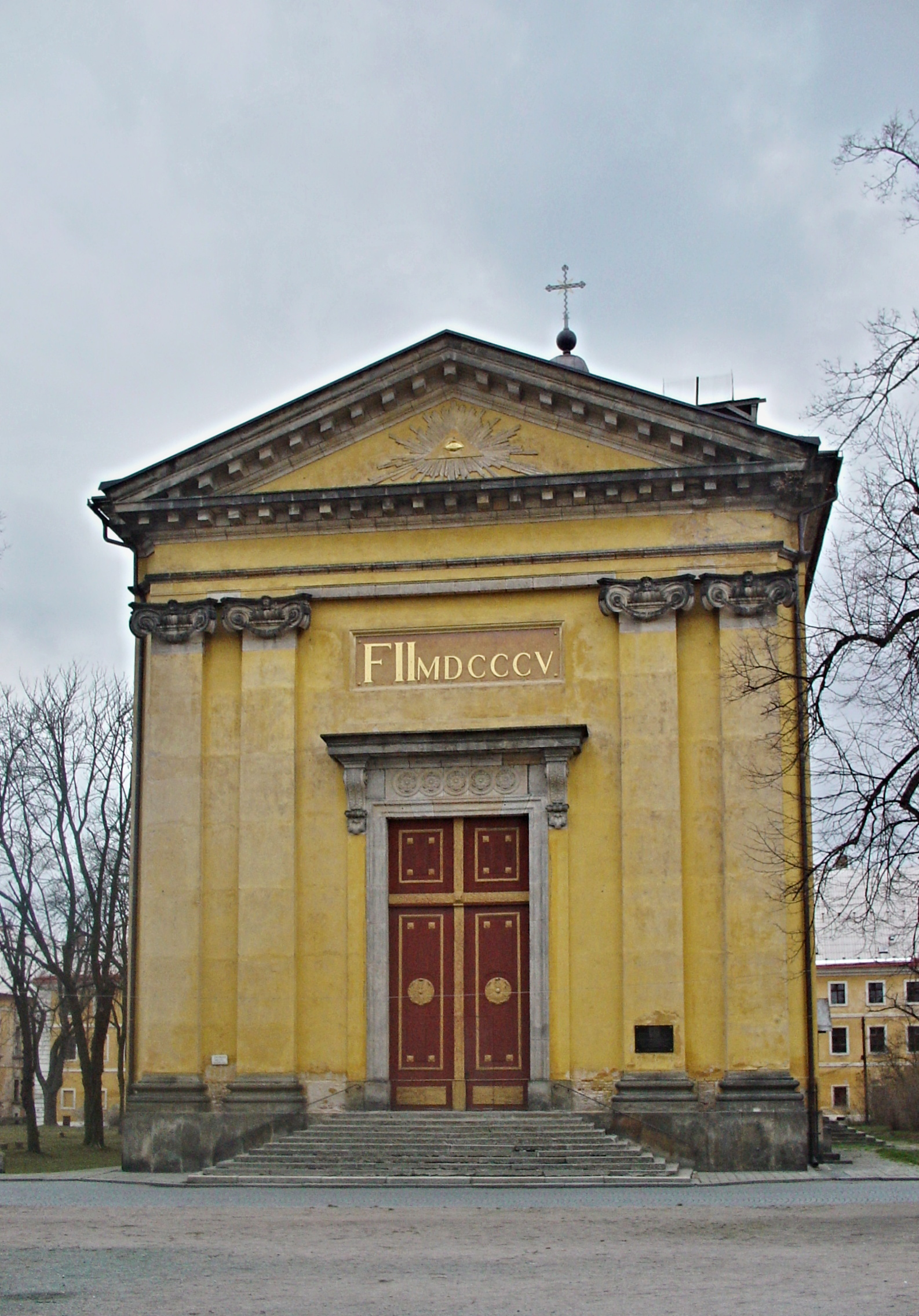
Kostel Nanebevstoupení Páně v Josefově u Jaroměře
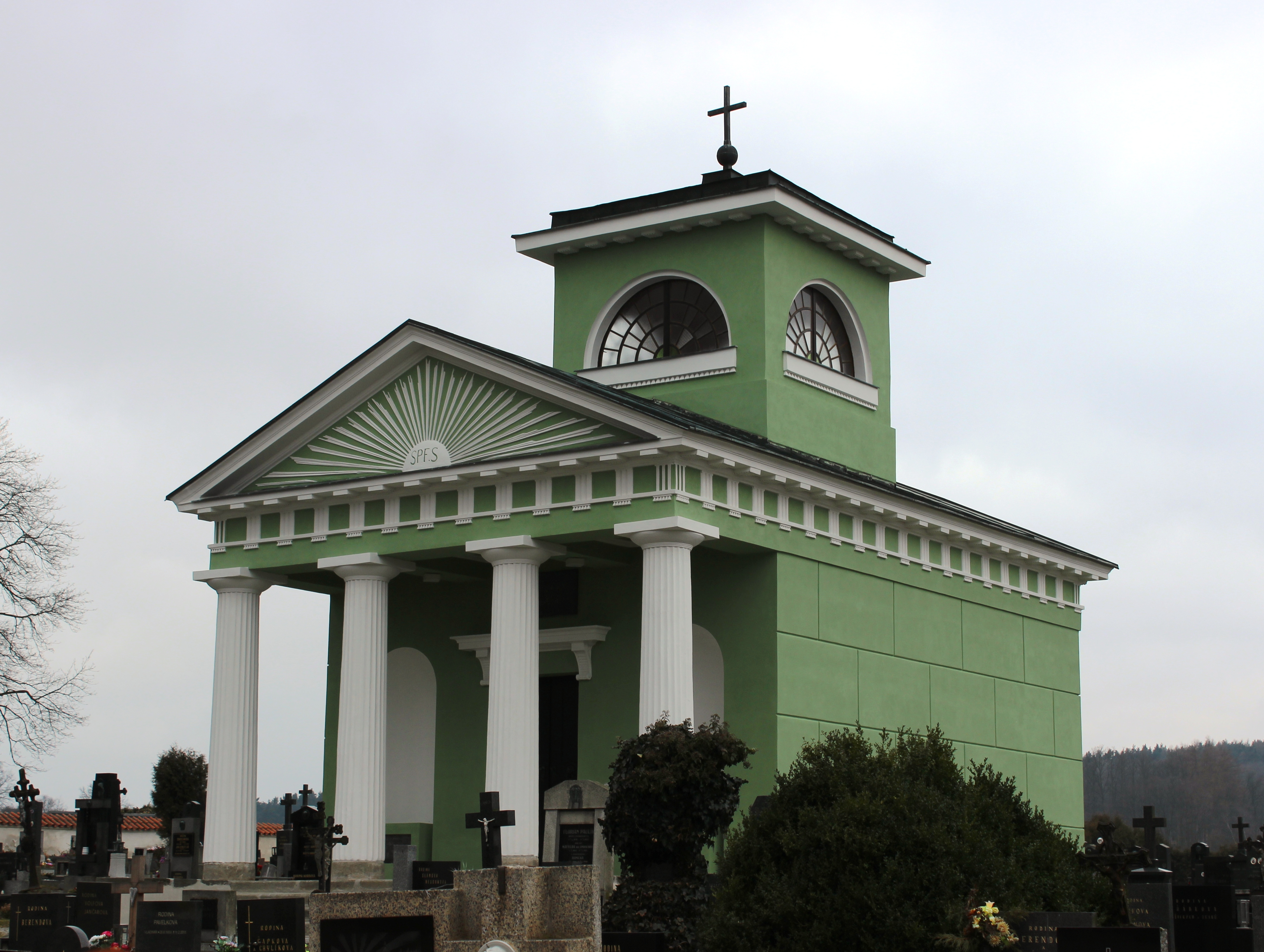
Empírová hrobka Vratislavů z Mitrovic v Čimelicích
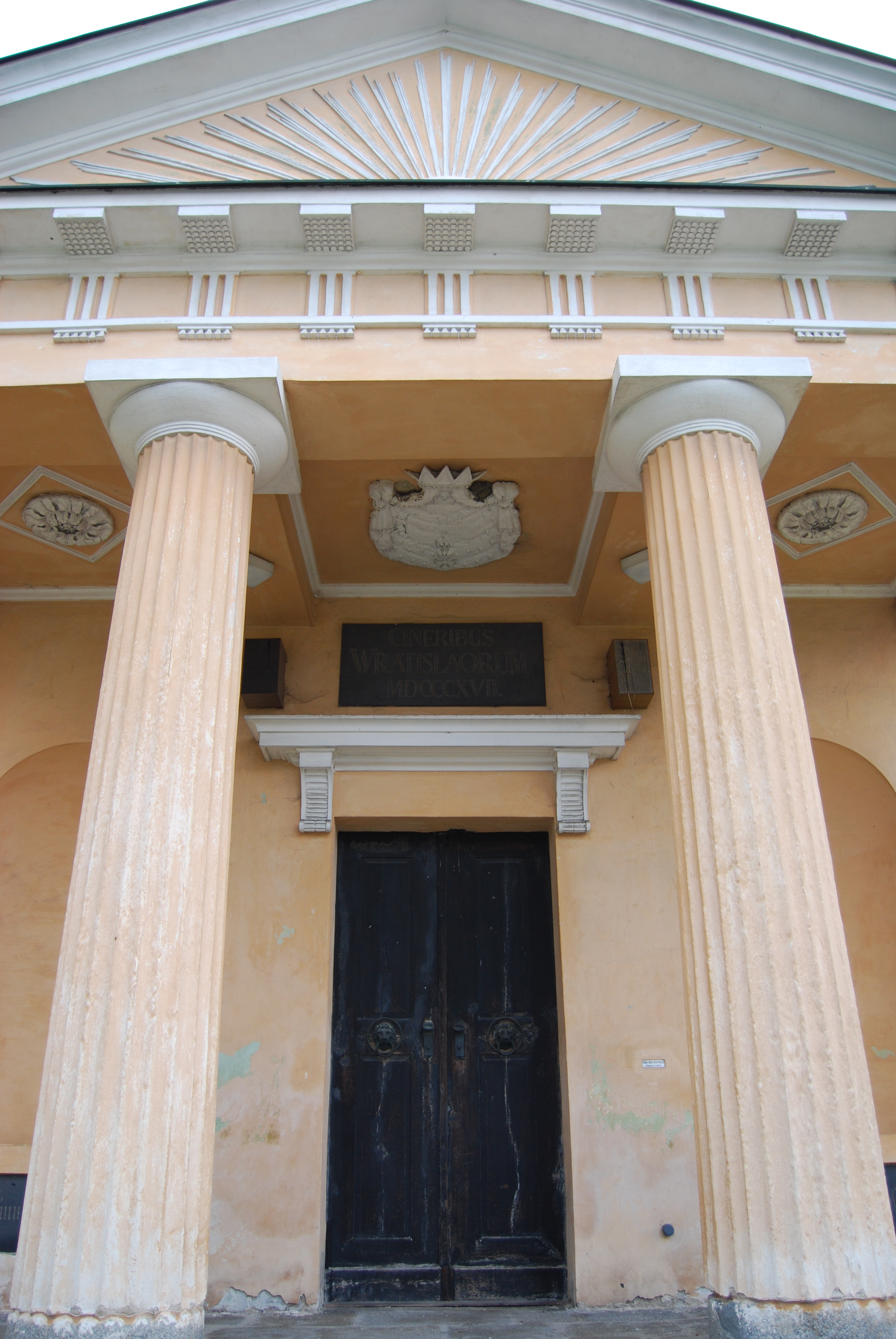
Detail empírové hrobky Vratislavů z Mitrovic v Čimelicích
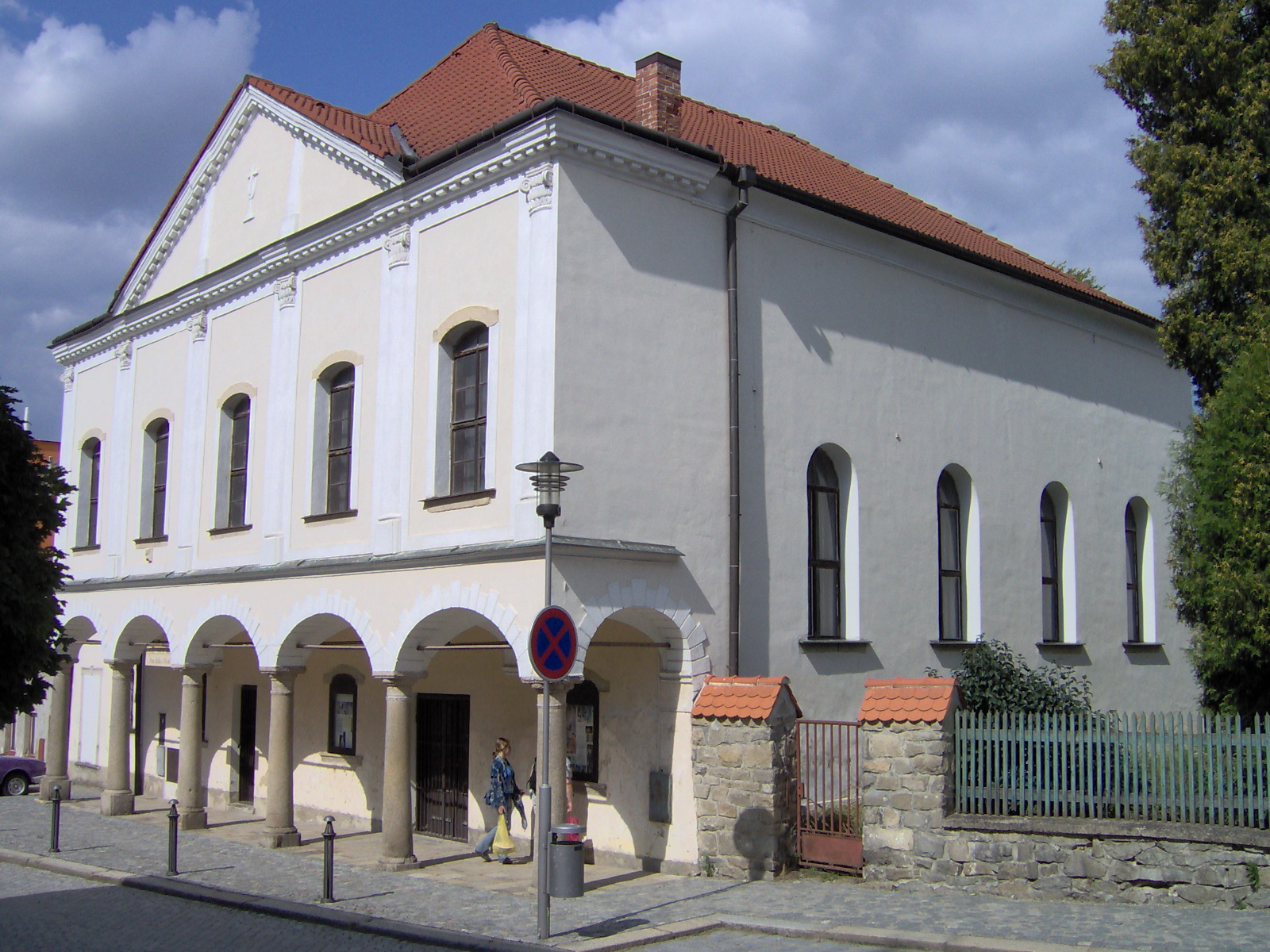
Synagoga v Třešti (1825)